# Gare de Provins
Gare de Provins vasútállomás Franciaországban, Provins településen.

## Vasútvonalak
Az állomást az alábbi vasútvonalak érintik:
- Longueville–Esternay-vasútvonal

## Kapcsolódó állomások
A vasútállomáshoz az alábbi állomások vannak a legközelebb:
- Gare de Champbenoist - Poigny (Paris Gare de l’Est, ligne P)